# Flitcham
Flitcham är en ort i Storbritannien.   Den ligger i grevskapet Norfolk och riksdelen England, i den sydöstra delen av landet, 150 km norr om huvudstaden London. Flitcham ligger 29 meter över havet och antalet invånare är 276.
Terrängen runt Flitcham är platt. Runt Flitcham är det ganska tätbefolkat, med 90 invånare per kvadratkilometer. Närmaste större samhälle är King's Lynn, 12,9 km sydväst om Flitcham. Trakten runt Flitcham består till största delen av jordbruksmark.